# Samantha Shelton
Samantha Sky Shelton, ameriška televizijska in filmska igralka ter pevka, * 15. november 1978, Los Angeles, Kalifornija, Združene države Amerike.

## Zgodnje življenje
Samantha Sky Shelton je bila rojena 15. novembra 1978 v Los Angelesu, Kalifornija, Združene države Amerike, režiserju in producentu Christopherju Sheltonu in materi Carol Stromme. Ima tri starejše sestre, Koren, Erin in Marley Shelton (slednja je pravtako igralka). Samantha Shelton je študirala igranje na dveh šolah: najprej na North Carolina School of the Arts in pozneje na Los Angeles High School for the Arts.

## Kariera
Samantha Shelton je filmsko kariero začela leta 1998 v filmu Hairshirt, kot natakarica.
Leta 2000 se pojavi v seriji Naša sodnica, leta 2002 pa (spet kot natakarica) v filmu Sorority Boys in kot Yvonne v White Oleander.
Leta 2003 jo lahko vidimo v Moving Alan, kjer igra Emily Manning in v Learning Curves, kjer se pojavi v vlogi dekleta Cleo.
Leta 2005 jo vidimo v Ellie Parker in Shopgirl, leta 2006 pa v Marcus in seriji Kraljevi zaliv, kjer igra Kathy Foster.
Leta 2007 jo kot Billie lahko opazimo v Christmas At Cadillac Jack's.

## Osebno življenje
Samantha Shelton je svakinja producenta Beaua Flynna. V bandu If All the Stars Were Pretty Babies poje z igralko Zooey Deschanel.

## Filmografija
| Leto | Film                         | Vloga         | Ostale opombe |
| ---- | ---------------------------- | ------------- | ------------- |
| 2007 | Christmas At Cadillac Jack's | Billie        |               |
| 2006 | Kraljevi zaliv               | Kathy Foster  | TV serija     |
| 2006 | Marcus                       | Kate          |               |
| 2005 | Shopgirl                     | Loki          |               |
| 2005 | Ellie Parker                 | Rainbow       |               |
| 2003 | Learning Curves              | Cleo          |               |
| 2003 | Moving Alan                  | Emily Manning |               |
| 2002 | White Oleander               | Yvonne        |               |
| 2002 | Sorority Boys                | Natakarica    |               |
| 2000 | Naša sodnica                 | Evie Martell  |               |
| 1998 | Hairshirt                    | Natakarica #2 |               |